# Gazeta Polska Codziennie
Gazeta Polska Codziennie (з пол. Щоденна Польська Газета) — польська щоденна загальнонаціональна суспільно-політична газета, яка виходить з 2011 року. Головна редакція розташована у Варшаві. Головний редактор — Томаш Сакевич.

## Історія
У 2011 році Томаш Сакевич оголосив про плани створити газету під назвою «Gazeta Polska Codziennie», до роботи над якою була б залучена частина редакторів «Gazeta Polska». Вартість запуску проєкту була оцінена в 10-20 млн злотих. Згідно планів, газета повинна орієнтуватися на 40% читачів, які не читають традиційно одне обране видання. Перший номер газети вийшов 9 вересня того ж року.
Спочатку газета не мала власного вебсайту і свої матеріали розміщувала на порталі Niezalezna.pl. Наразі функціонує офіційний вебсайт, на якому доступні архівні матеріали видання.
За даними аналізу Інституту моніторингу засобів масової інформації за 2012 рік у категорії «Інтернет-портали, що найбільше впливають на суспільну думку», газета посіла 15-е місце у категорії «ЗМІ, що формують суспільну думку», та 10-е місце у категорії «Більшість заголовків, що формують суспільну думку».
6 лютого 2014 року запущено новий офіційний вебсайт газети.

### Наклад
Середній разовий наклад газети у жовтні 2011 року становив близько 149 тисяч примірників, з яких у роздріб розповсюджувалося близько 34 000 одиниць. Середній обсяг продажів у першій половині 2012 року становив 27 тисяч за накладу 100 тисяч одиниць.
Наприкінці 2012 року газета була єдиною загальнодержавною щоденною газетою, наклади якої зросли порівняно з кінцем попереднього року. Її середній загальний обсяг продажів у грудні 2012 року збільшився порівняно з груднем 2011 року на 11,32% і становив 32 097 примірників, що на 3264 примірники більше, ніж у попередньому році, посівши сьоме місце в рейтингу продажів видань.
Передплата газети включає безкоштовний доступ до архівних видань.
Середній разовий наклад (синій) та частка розповсюдження в роздріб (зелений)

## Критика

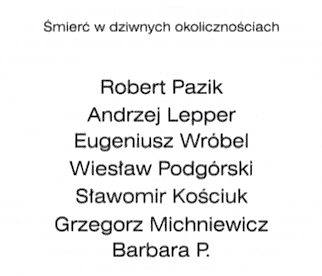
Фрагмент телевізійного проморолика газети.

У вересні 2011 року телеканали TVP, TVN та Polsat відмовилися від трансляції одного з рекламних роликів газети. У ньому представлений список громадських діячів, які, за словами його авторів, загинули за дивних обставин, підсумовуючи це словами: «жодного журналістського розслідування». У ролику також йшлося про те, що представники влади підбюрювали до вбивств, використовуючи відповідну лексику у своїх промовах, посилаючись на заяви міністра Радослава Сікорського та депутата Януша Палікота. За даними TVP, ролик містив елементи електоральної агітації. Гельсінська спілка з прав людини з цим не погодилася та зазначмла, що «відмова TVP SA викликає серйозні застереження в контексті дотримання стандартів, що випливають з Європейської конвенції з прав людини». Редакція газети звинуватила TVP у цензурі та оголосила, що подасть заяву про справу до прокуратури.
Ришард Чарнецький зауважив, що видання в перший день після скандалу збільшило обсяги продажу газкти до 120-150 тисяч примірників за номер. У свою чергу професор Веслав Годіц заявив, що він не розуміє, чому газета отримала таку популярність на фоні скандалу, що це заголовки, пов'язані виключно з виборами, а також, що він не вірить у продажі газети навіть на рівні 60 000 примірників. Славомір Новак критикував газету, стверджуючи, що щоденник є рекламною колоною однієї з політичних сил.
У жовтні 2011 року головний редактор газети Томаш Сакевич заявив, що група «Жечпосполитої» веде надзвичайно жорстку боротьбу проти «Газети Польської» і що існує повна заборона цитування щоденника у ЗМІ. Він також припустив, що здійснюється цілеспрямоване перешкоджання вчасній доставці газети в регіонах.
У вересні 2013 року апеляційний суд Ряшева виніс остаточне рішення у виборчій процедурі, де дійшов висновку, що публікація газети про депутата Казімежа Зьобро мала характер неправдивої та наклепницької, являла собою порушення його особистих прав. У жовтні 2013 року видавець «Forum SA» подав скаргу до апеляційного суду в Ряшеві на поновлення провадження у зв'язку з новими обставинами у формі документів, що знаходяться в розпорядженні Інституту національної пам'яті, нібито підтверджуючи членство в політика у ПОРП.
4 вересня 2018 року газета виправдала побиття активістки Комітету із захисту демократії.